# Ischnocampa birchelli
Ischnocampa birchelli är en fjärilsart som beskrevs av Druce 1901. Ischnocampa birchelli ingår i släktet Ischnocampa och familjen björnspinnare. Inga underarter finns listade i Catalogue of Life.